# Тарандинці
Тара́ндинці — село в Україні, у Новооржицькій селищній громаді Лубенського району Полтавської області. Населення становить 776 осіб. Колишній орган місцевого самоврядування — Тарандинцівська сільська рада.

## Географія
Село Тарандинці знаходиться на правому березі річки Вільшанка, на протилежному березі знаходиться село Губське, нижче за течією на відстані 3,5 км розташоване село Єнківці.

## Історія

### Дореволюційний період
У період Гетьманщини село входило до Лубенської першої сотні Лубенського полку.
Згідно адміністративно-територіального устрою 18-19 ст. село Тарандинці було центром Тарандинцівської волості Лубенського повіту Полтавської губернії.
За даними статистичного довідника 1885 року до складу Тарандинцівської волості входило 16 поселень (1348 дворів), де нараховувалося 23 селянські спілки. Чисельність населення: за ревізією — 3496 осіб чоловічої статі; за сімейними списками — 4135 осіб чоловічої та 4085 осіб жіночої статі. Тарандинцівська волость охоплювала 14641 десятин землі, у тому числі: у володінні селянських спілок — 10067 десятин, у приватному володінні — 4313 десятин, інші форми власності — 261 десятин землі.

### Післяреволюційний період

#### Голодомор 1932—1933рр.
Село постраждало внаслідок геноциду українського народу 1932—1933, проведеного урядом СССР. Кількість загиблих від комуністичного терору голодом очевидці оцінюють у кілька сотень людей. Очевидець Надія Тихонівна Грицан-Лук'янченко свідчить:
| Виживали хто як міг: їли бур’ян і «млинці» з мерзлої картоплі. А бувало, що і кору з дерева дрібнили і проковтували. Та, на жаль, на такому пайку протримувались всього день, бо така „страва” розривала кишечник і люди помирали у муках. Від хати до хати селом ходили немічні, просячи щось поїсти. Були і такі селяни, що брали найкращий одяг і йшли до російських поселень, аби виміняти на їжу. Деколи росіяни годували знедолених задарма. Та багато хто не доходив до сусідніх поселень, їх смерть наздоганяла у дорозі. Люди, блукаючи вулицями у пошуках їжі, падали просто неба мертві, як мухи навесні. "Буксирнські бригади" забирали трупи на вози і скидували до братської могили, що знаходилась на сільському цвинтарі. Сюди привозили щотижня нові жертви голоду. За деякий час братська могила перетворювалась у великий курган |

## Сучасність
12 червня 2020 року, відповідно до розпорядження Кабінету Міністрів України № 721-р «Про визначення адміністративних центрів та затвердження територій територіальних громад Полтавської області», село увійшло до складу Новооржицької селищної громади.
19 липня 2020 року, в результаті адміністративно - територіальної реформи та ліквідації Оржицького району, село увійшло до складу новоутвореного Лубенського району.

## Населення
Згідно з переписом УРСР 1989 року чисельність наявного населення села становила 848 осіб, з яких 368 чоловіків та 480 жінок.
За переписом населення України 2001 року в селі мешкало 785 осіб.

### Мова
Розподіл населення за рідною мовою за даними перепису 2001 року:
| Мова       | Відсоток |
| ---------- | -------- |
| українська | 95,88 %  |
| російська  | 3,48 %   |
| вірменська | 0,52 %   |

## Відомі люди
- Павленко Роман Віталійович (1987—2015) — солдат Збройних сил України, учасник російсько-української війни[7],
- Павленко Юхим Маркович, 1884 р. н., с. Тарандинці Лубенського району Полтавської області, українець, із селян, освіта початкова. Проживав у м. Лубни. Бухгалтер медзакладу. Заарештований 26 березня 1938 р. Засуджений Особливою трійкою при УНКВС Полтавської обл. 31 березня 1938 р. за ст.ст. 54-6, 54-10 ч. 1, 54-11 КК УРСР до розстрілу. Вирок виконано в травні 1938 р. у м. Полтава. Реабілітований Військовим трибуналом КВО 20 листопада 1956 р.
- Павленко Трохим Семенович, 1904 р. н., с. Тарандинці Лубенського району Полтавської області, українець, із селян, освіта початкова. Червоноармієць. Заарештований 8 листопада 1942 р. Засуджений Військовим трибуналом Алма-Атинського гарнізону 8 листопада 1942 р. за ст. 58-10 ч. 2 КК РРФСР до 10 років позбавлення волі. Реабілітований Полтавською обласною прокуратурою 31 жовтня 1994 р.
- Симоненко Василь Андрійович — видатний український поет.
- Золотоверхий Іван Демидович (1905—1978) — український історик, культуролог, книгознавець, бібліограф.
- Юрченко Пилип Петрович - (1892 р.н.) с. Тарандинці Лубенського району Полтавської області, українець, із селян, освіта початкова. Репресований. Заарештований 27 липня 1938 р. Засуджений Військовим трибуналом Харківського ВО 23 серпня 1939 р. за ст. ст. 54-6, 54-11 КК УРСР до 15 років позбавлення волі з конфіскацією особистого майна. Реабілітований Полтавською обласною прокуратурою 15 березня 1996 р.